# Gélivité
La gélivité d'un sol, d'un matériau ou d'une plante, appelée aussi la susceptibilité au gel ou la sensibilité au gel, est sa capacité à se dégrader sous l'effet du gel.

## Gélivité des pierres
On dit qu'une pierre est gélive lorsqu'elle éprouve une détérioration quelconque par l'effet de la gelée (Cryoclastie). Sous l'action de la gelée les pierres se brisent en éclats plus ou moins considérables (météorisation). Les pierres gélives absorbent l'humidité par des fissures imperceptibles et par un effet capillaire. Cette eau venant à se congeler augmente de volume et agit comme un coin qui serait introduit dans les fissures où elle a pénétré
Cet effet se manifeste d'une manière différente suivant la texture des pierres :
- les roches compactes à grain très fin se brisent en éclats irréguliers et anguleux
- les pierres schisteuses et quelques calcaires argileux se délitent en feuillets plus ou moins épais
- les grès, les granites et les calcaires grossiers à grain prononcé s'égrènent à la surface.

La gelée a encore pour effet d'enlever des plaques sur les parements qui renferment des flaches c'est-à-dire des solutions de continuité qui résultent d'une fissure ou de l'interposition d'une matière étrangère en forme de veine, etc.
Au XIXe siècle, on essaye les pierres qui doivent servir à la construction des édifices publics pour éprouver leur gélivité en les faisant tremper pendant environ une demi-heure dans une dissolution concentrée faite à froid de sulfate de soude dans l'eau. On suspend ensuite les échantillons (préalablement taillés en cubes) au-dessus d'un vase rempli d'eau et on les lave à mesure que des efflorescences salines viennent à se former. Le sulfate de soude qui cristallise produit le même effet que la glace : à mesure qu'il se solidifie, il augmente de volume et tend à briser la pierre qui en est imbibée. On pèse les débris formés et en les comparant aux poids primitifs de l'échantillon essayé, on obtient ainsi la nature de son degré de gélivité.

## Gélivité des sols
L'eau interstitielle en se déplaçant vers le front de gel tend, dans certaines conditions thermiques, à former des lentilles de glace qui lorsqu'elles fondent, tendant à diminuer la portance du sol.

## Gélivité d'une plante
Une plante peut être sensible au gel.